# Liste des premières du Metropolitan Opera Company
 (août 2025).
Cet article comprend la liste des premières de tous les opéras du Metropolitan Opera Company de New-York.
Ceci, avec une mise en scène ou non, et durant leurs tournées mondiales. Les opéras ont été classés en ordre chronologique et ont été mis à jour jusqu'à la fin de la saison 2010-11. 
| Opéra                                  | Compositeur          | Date de première  | Dernière représentation | Représentations | Rôle-titre féminin de la première | Rôle-titre masculin de la première | Rôle-titre féminin de la dernière | Rôle-titre masculin de la dernière | Première             |
| -------------------------------------- | -------------------- | ----------------- | ----------------------- | --------------- | --------------------------------- | ---------------------------------- | --------------------------------- | ---------------------------------- | -------------------- |
| Faust                                  | Gounod               | 22 octobre 1883   | 22 juin 2007            | 733             | Nilsson                           | Campanini                          | Kooten                            | Pomeroy                            | Met                  |
| Lucia di Lammermoor                    | Donizetti            | 24 octobre 1883   | 19 mars 2011            | 588             | Sembrich                          | Campanini                          | Dessay                            | Calleja                            | Met                  |
| Il Trovatore                           | Verdi                | 26 octobre 1883   | 30 avril 2011           | 625             | Valleria                          | Stagno                             | Radvanovsky                       | Álvarez                            | Met                  |
| I Puritani                             | Bellini              | 29 octobre 1883   | 15 février 2007         | 50              | Sembrich                          | Stagno                             | Futral                            | Kunde                              | Met                  |
| Mignon                                 | Thomas               | 31 octobre 1883   | 18 mai 1949             | 110             | Nilsson                           | Capoul                             | Thebom                            | Stefano                            | Met                  |
| La Traviata                            | Verdi                | 5 novembre 1883   | 29 janvier 2011         | 969             | Sembrich                          | Capoul                             | Poplavskaya                       | Meli                               | Met                  |
| Lohengrin                              | Wagner               | 7 novembre 1883   | 6 mai 2006              | 618             | Nilsson                           | Campanini                          | Mattila                           | Vogt                               | Met                  |
| La Sonnambula                          | Bellini              | 14 novembre 1883  | 3 avril 2009            | 74              | Sembrich                          | Campanini                          | Dessay                            | Banks                              | Met                  |
| Rigoletto                              | Verdi                | 16 novembre 1883  | 12 mai 2011             | 841             | Sembrich                          | Guadagnini                         | Machaidze                         | Lucic                              | Met                  |
| Robert le Diable                       | Meyerbeer            | 19 novembre 1883  | 15 avril 1884           | 7               | Valleria                          | Stagno                             | Valleria                          | Stagno                             | Met                  |
| Il Barbiere di Siviglia                | Rossini              | 23 novembre 1883  | 4 mars 2010             | 586             | Sembrich                          | Puente                             | Damrau                            | Brownlee                           | Met                  |
| Don Giovanni                           | Mozart               | 28 novembre 1883  | 24 avril 2009           | 514             | Fursch-Madi                       | Kaschmann                          | Frittoli                          | Mattei                             | Met                  |
| Mefistofele                            | Boito                | 5 décembre 1883   | 26 février 2000         | 67              | Nilsson                           | Mirabella                          | Villarroel                        | Ramey                              | Met                  |
| La Gioconda                            | Ponchielli           | 20 décembre 1883  | 9 octobre 2008          | 287             | Nilsson                           | Stagno                             | Voigt                             | Machado                            | USA                  |
| Martha                                 | Flotow               | 4 janvier 1884    | 3 février 1964          | 116             | Valleria                          | Stagno                             | Fenn                              | Alexander                          | Met                  |
| Carmen                                 | Bizet                | 5 janvier 1884    | 13 janvier 2011         | 972             | Trebelli                          | Campanini                          | Aldrich                           | Alagna                             | Met                  |
| Le Prophète                            | Meyerbeer            | 12 février 1884   | 26 octobre 1979         | 99              | Valleria                          | Stagno                             | Shane                             | Chauvet                            | Met                  |
| Hamlet                                 | Thomas               | 21 février 1884   | 9 avril 2010            | 17              | Sembrich                          | Kaschmann                          | Peterson                          | Keenlyside                         | Met                  |
| Les Huguenots                          | Meyerbeer            | 19 mars 1884      | 26 avril 1915           | 129             | Sembrich                          | Campanini                          | Hempel                            | Martinelli                         | Met                  |
| Roméo et Juliette                      | Gounod               | 16 avril 1884     | 26 mars 2011            | 329             | Sembrich                          | Campanini                          | Gheorghiu                         | Beczala                            | Met                  |
| Tannhäuser                             | Wagner               | 17 novembre 1884  | 18 décembre 2004        | 470             | Seidl-Kraus                       | Schott                             | Voigt                             | Seiffert                           | Met                  |
| Fidelio                                | Beethoven            | 19 novembre 1884  | 13 avril 2006           | 230             | Brandt                            | Schott                             | Sunnegardh                        | Margison                           | Met                  |
| Der Freischütz                         | Weber                | 24 novembre 1884  | 19 avril 1972           | 30              | Schröder-Hanfstängl               | Schott                             | Lorengar                          | Kónya                              | Met                  |
| William Tell                           | Rossini              | 28 novembre 1884  | 5 décembre 1931         | 31              | Schröder-Hanfstängl               | Robinson                           | Fleischer                         | Danise                             | Met                  |
| Masaniello                             | Auber                | 29 décembre 1884  | 19 février 1887         | 6               | Torri                             | Tiferro                            | Cavalazzi                         | Alvary                             | Met                  |
| La Juive                               | Halévy               | 16 janvier 1885   | 19 décembre 2003        | 70              | Materna                           | Udvardy                            | Isokoski                          | Shicoff                            | Met                  |
| Die Walküre                            | Wagner               | 30 janvier 1885   | 14 mai 2011             | 528             | Materna                           | Schott                             | Voigt                             | Kaufmann                           | Met                  |
| La Dame Blanche                        | Boieldieu            | 12 mars 1885      | 13 février 1904         | 3               | Slach                             | Udvardy                            | Gadski                            | Navál                              | Met                  |
| Orfeo ed Euridice                      | Gluck                | 11 avril 1885     | 14 mai 2011             | 98              | Slach                             | Brandt                             | Royal                             | Daniels                            | Met                  |
| Die Königin von Saba                   | Goldmark             | 2 décembre 1885   | 16 avril 1906           | 46              | Krämer-Wiedl                      | Stritt                             | Walker                            | Dippel                             | USA                  |
| Die Meistersinger von Nürnberg         | Wagner               | 4 janvier 1886    | 13 mars 2007            | 408             | Seidl-Kraus                       | Fischer                            | Hong                              | Morris                             | USA                  |
| Rienzi                                 | Wagner               | 5 février 1886    | 26 février 1890         | 21              | Lehmann                           | Sylva                              | Traubmann                         | Perotti                            | Met                  |
| Aida                                   | Verdi                | 12 novembre 1886  | 3 avril 2010            | 1115            | Herbert-Förster                   | Zobel                              | He                                | Licitra                            | Met                  |
| Das Goldene Kreuz                      | Brüll                | 19 novembre 1886  | 22 décembre 1886        | 4               | Seidl-Kraus                       | Alvary                             | Seidl-Kraus                       | Alvary                             | USA                  |
| Tristan und Isolde                     | Wagner               | 1er décembre 1886 | 20 décembre 2008        | 455             | Lehmann                           | Niemann                            | Watson                            | Seiffert                           | USA                  |
| Merlin                                 | Albéniz              | 3 janvier 1887    | 11 février 1887         | 5               | Lehmann                           | Alvary                             | Lehmann                           | Alvary                             | USA                  |
| Siegfried                              | Wagner               | 9 novembre 1887   | 7 mai 2009              | 255             | Lehmann                           | Alvary                             | Watson                            | West                               | USA                  |
| Der Trompeter von Säkkingen            | Nessler              | 23 novembre 1887  | 24 février 1890         | 11              | Seidl-Kraus                       | Robinson                           | Kaschowska                        | Reichmann                          | USA                  |
| Euryanthe                              | Weber                | 23 décembre 1887  | 26 février 1915         | 10              | Lehmann                           | Alvary                             | Hempel                            | Sembach                            | USA                  |
| Fernando Cortez                        | Spontini             | 6 janvier 1888    | 14 janvier 1888         | 4               | Meisslinger                       | Niemann                            | Meisslinger                       | Niemann                            | USA                  |
| Götterdämmerung                        | Wagner               | 25 janvier 1888   | 9 mai 2009              | 224             | Lehmann                           | Niemann                            | Watson                            | West                               | USA                  |
| L'Africaine                            | Meyerbeer            | 7 décembre 1888   | 24 février 1934         | 71              | Moran-Olden                       | Perotti                            | Rethberg                          | Martinelli                         | Met                  |
| Das Rheingold                          | Wagner               | 4 janvier 1889    | 2 avril 2011            | 159             | Moran-Olden                       | Fischer                            | Blythe                            | Terfel                             | USA                  |
| Der Fliegende Holländer                | Wagner               | 27 novembre 1889  | 14 mai 2010             | 154             | Wiesner                           | Reichmann                          | Voigt                             | Uusitalo                           | Met                  |
| Un ballo in maschera                   | Verdi                | 11 décembre 1889  | 23 avril 2008           | 287             | Lehmann                           | Perotti                            | Brown                             | Vargas                             | Met                  |
| Der Barbier von Bagdad                 | Cornelius            | 3 janvier 1890    | 8 janvier 1926          | 18              | Traubmann                         | Fischer                            | Rethberg                          | Bender                             | USA                  |
| Norma                                  | Bellini              | 27 février 1890   | 7 décembre 2007         | 147             | Lehmann                           | Kalisch                            | Guleghina                         | Farina                             | Met                  |
| Asrael                                 | Franchetti           | 26 novembre 1890  | 2 janvier 1891          | 5               | Jahn                              | Dippel                             | Jahn                              | Dippel                             | USA                  |
| Il Vassalo di Szigeth                  | Smareglia            | 12 décembre 1890  | 27 décembre 1890        | 4               | Schöller-Haag                     | Dippel                             | Schöller-Haag                     | Dippel                             | Met                  |
| Diana von Solange                      | Ernst II             | 9 janvier 1891    | 12 janvier 1891         | 2               | Schöller-Haag                     | Dippel                             | Schöller-Haag                     | Dippel                             | USA                  |
| Dinorah                                | Meyerbeer            | 18 novembre 1891  | 3 février 1925          | 5               | Van Zandt                         | Giannini-Grifoni                   | Galli-Curci                       | Tokatyan                           | Met                  |
| Otello                                 | Verdi                | 23 novembre 1891  | 8 mars 2008             | 314             | Albani                            | Reszke                             | Fleming                           | Botha                              | Met                  |
| Cavalleria Rusticana                   | Mascagni             | 4 décembre 1891   | 10 avril 2009           | 672             | Eames                             | Valero                             | Komlósi                           | Cura                               | Met                  |
| Lakmé                                  | Delibes              | 22 février 1892   | 1er mai 1947            | 63              | Zandt                             | Montariol                          | Pons                              | Knight                             | Met                  |
| Semiramide                             | Rossini              | 22 mars 1892      | 16 janvier 1993         | 28              | Patti                             | Novara                             | Cuberli                           | Alaimo                             | Met                  |
| Philémon et Baucis                     | Gounod               | 29 novembre 1893  | 27 janvier 1903         | 13              | Arnoldson                         | Mauguière                          | Seygard                           | Salignac                           | Met                  |
| Pagliacci                              | Leoncavallo          | 11 décembre 1893  | 10 avril 2009           | 712             | Melba                             | De Lucia                           | Focile                            | Cura                               | Met                  |
| L'Amico Fritz                          | Mascagni             | 10 janvier 1894   | 22 décembre 1923        | 6               | Calvé                             | De Lucia                           | Bori                              | Fleta                              | Met                  |
| Le Nozze di Figaro                     | Mozart               | 31 janvier 1894   | 12 décembre 2009        | 452             | Nordica                           | Ancona                             | De Niese                          | Pisaroni                           | Met                  |
| Werther                                | Massenet             | 29 mars 1894      | 22 janvier 2004         | 73              | Eames                             | de Reszke                          | Kasarova                          | Alagna                             | USA                  |
| Elaine                                 | Bemberg              | 17 décembre 1894  | 5 janvier 1895          | 2               | Melba                             | de Reszke                          | Melba                             | de Reszke                          | USA                  |
| Manon                                  | Massenet             | 16 janvier 1895   | 8 avril 2006            | 257             | Sanderson                         | de Reszke                          | Fleming                           | Giordano                           | Met                  |
| Falstaff                               | Verdi                | 4 février 1895    | 22 octobre 2005         | 175             | Eames                             | Maurel                             | Racette                           | Otey                               | USA                  |
| Samson et Dalila                       | Saint-Saëns          | 8 février 1895    | 2 mars 2006             | 226             | Mantelli                          | Tamagno                            | Borodina                          | West                               | Met                  |
| La Favorita                            | Donizetti            | 29 novembre 1895  | 9 juin 1978             | 25              | Mantelli                          | Cremonini                          | Berini                            | Alexander                          | Met                  |
| La Navarraise                          | Massenet             | 11 décembre 1895  | 9 janvier 1922          | 12              | Calvé                             | Lubert                             | Farrar                            | Crimi                              | USA                  |
| Les Pêcheurs de perles                 | Bizet                | 11 janvier 1896   | 13 décembre 1916        | 4               | Calvé                             | Cremonini                          | Hempel                            | Caruso                             | Met                  |
| La Damnation de Faust                  | Berlioz              | 2 février 1896    | 17 novembre 2009        | 26              | De Vere                           | Lubert                             | Borodina                          | Vargas                             | Met                  |
| Le Cid                                 | Massenet             | 12 février 1897   | 4 avril 1902            | 11              | Litvinne                          | de Reszke                          | Bréval                            | Alvarez                            | Met                  |
| Ero e Leandro                          | Mancinelli           | 10 mars 1899      | 14 mars 1903            | 5               | Mantelli                          | Saléza                             | Schumann-Heink                    | De Marchi                          | USA                  |
| Don Pasquale                           | Donizetti            | 23 décembre 1899  | 9 février 2011          | 135             | Sembrich                          | Pini-Corsi                         | Netrebko                          | Del Carlo                          | Met                  |
| Die Lustigen Weiber von Windsor        | Nicolai              | 9 mars 1900       | 9 mars 1900             | 1               | Sembrich                          | Friedrichs                         | Sembrich                          | Friedrichs                         | Met                  |
| Die Zauberflöte                        | Mozart               | 30 mars 1900      | 6 janvier 2011          | 408             | Eames                             | Dippel                             | Phillips                          | Thomas                             | Met                  |
| La Bohème                              | Puccini              | 9 novembre 1900   | 25 février 2011         | 1234            | Melba                             | Cremonini                          | Kovalevska                        | Vargas                             | Met                  |
| Tosca                                  | Puccini              | 4 février 1901    | 16 avril 2011           | 919             | Ternina                           | Cremonini                          | Urmana                            | Licitra                            | USA                  |
| Salammbô                               | Reyer                | 20 mars 1901      | 26 mars 1901            | 3               | Bréval                            | Saléza                             | Bréval                            | Saléza                             | Met                  |
| La Fille du régiment                   | Donizetti            | 6 janvier 1902    | 22 février 2010         | 102             | Sembrich                          | Salignac                           | Damrau                            | Flórez                             | Met                  |
| Messaline                              | Isidore de Lara      | 22 janvier 1902   | 7 février 1902          | 4               | Calvé                             | Alvarez                            | Calvé                             | Alvarez                            | USA                  |
| Manru                                  | Paderewski           | 14 février 1902   | 19 avril 1902           | 9               | Sembrich                          | Bandrowski                         | Sembrich                          | Bandrowski                         | USA                  |
| Fra Diavolo                            | Auber                | 24 décembre 1902  | 23 avril 1910           | 9               | Scheff                            | Anthes                             | Alten                             | Clément                            | Met                  |
| Ernani                                 | Verdi                | 28 janvier 1903   | 10 avril 2008           | 88              | Sembrich                          | De Marchi                          | Radvanovsky                       | Giordani                           | Met                  |
| Der Wald                               | Smyth                | 11 mars 1903      | 20 mars 1903            | 2               | Gadski                            | Anthes                             | Gadski                            | Anthes                             | USA                  |
| Parsifal                               | Wagner               | 24 décembre 1903  | 18 mai 2006             | 288             | Ternina                           | Burgstaller                        | Meier                             | Heppner                            | USA                  |
| L'elisir d'amore                       | Donizetti            | 23 janvier 1904   | 22 avril 2009           | 252             | Sembrich                          | Caruso                             | Cabell                            | Calleja                            | Met                  |
| Lucrezia Borgia                        | Donizetti            | 5 décembre 1904   | 5 décembre 1904         | 1               | De Macchi                         | Caruso                             | De Macchi                         | Caruso                             | Met                  |
| Die Fledermaus                         | Strauss, J.          | 16 février 1905   | 7 janvier 2006          | 109             | Sembrich                          | Dippel                             | Radvanovsky                       | Skhovus                            | Met                  |
| Hänsel und Gretel                      | Humperdinck          | 25 novembre 1905  | 2 janvier 2010          | 256             | Alten                             | Abarbanell                         | Persson                           | Kirchschlager                      | Met                  |
| Der Zigeunerbaron                      | Strauss, J.          | 15 février 1906   | 31 mai 1960             | 18              | Alten                             | Dippel                             | Della Casa                        | Gedda                              | Met                  |
| Fedora                                 | Giordano             | 5 décembre 1906   | 1er mai 1997            | 35              | Cavalieri                         | Caruso                             | Freni                             | Armiliato                          | USA                  |
| Manon Lescaut                          | Puccini              | 18 janvier 1907   | 23 février 2008         | 215             | Cavalieri                         | Caruso                             | Gavrilova                         | Giordani                           | Met                  |
| Salome                                 | Strauss, R.          | 22 janvier 1907   | 16 octobre 2008         | 157             | Fremstad                          | Burrian                            | Mattila                           | Begley                             | USA                  |
| Madame Butterfly                       | Puccini              | 11 février 1907   | 7 mars 2009             | 830             | Farrar                            | Caruso                             | Racette                           | Giordani                           | Met                  |
| Adriana Lecouvreur                     | Cilea                | 18 novembre 1907  | 28 février 2009         | 73              | Cavalieri                         | Caruso                             | Guleghina                         | Domingo                            | Met                  |
| Iris                                   | Mascagni             | 6 décembre 1907   | 9 avril 1931            | 16              | Eames                             | Caruso                             | Rethberg                          | Gigli                              | Met                  |
| Tiefland                               | D'Albert             | 23 novembre 1908  | 9 janvier 1909          | 6               | Destinn                           | Schmedes                           | Destinn                           | Schmedes                           | USA                  |
| Le Villi                               | Puccini              | 17 décembre 1908  | 3 mars 1909             | 6               | Alda                              | Bonci                              | Alda                              | Bonci                              | USA                  |
| La Wally                               | Catalini             | 6 janvier 1909    | 4 février 1909          | 4               | Destinn                           | Martin                             | Destinn                           | Martin                             | USA                  |
| The Bartered Bride                     | Smetana              | 16 février 1909   | 1er novembre 1996       | 83              | Destinn                           | Jörn                               | Geyer                             | Kuebler                            | Met                  |
| Zar und Zimmermann                     | Lortzing             | 30 novembre 1909  | 6 avril 1910            | 6               | Alten                             | Whitehill                          | Alten                             | Forsell                            | Met                  |
| Il Maestro di Cappella                 | Cimarosa             | 9 décembre 1909   | 20 avril 1910           | 8               | Gluck                             | Pini-Corsi                         | Fornia                            | Pini-Corsi                         | Met                  |
| La Fille de madame Angot               | Lecocq               | 14 décembre 1909  | 23 février 1910         | 5               | Aldat                             | Dutilloy                           | Aldat                             | Dutilloy                           | Met                  |
| Germania                               | Franchetti           | 22 janvier 1910   | 6 février 1911          | 9               | Destinn                           | Caruso                             | Destinn                           | Caruso                             | USA                  |
| Alessandro Stradella                   | Flotow               | 4 février 1910    | 25 février 1910         | 6               | Gluck                             | Slezak                             | Gluck                             | Slezak                             | Met                  |
| L'Attaque du moulin                    | Bruneau              | 8 février 1910    | 9 mars 1910             | 6               | Noria                             | Clément                            | Noria                             | Clément                            | USA                  |
| La Dame de Pique                       | Tchaïkovski          | 5 mars 1910       | 26 mars 2011            | 71              | Destinn                           | Slezak                             | Mattila                           | Galouzine                          | USA                  |
| The Pipe of Desire                     | Converse             | 18 mars 1910      | 31 mars 1910            | 3               | Homer                             | Martin                             | Aldrich                           | Martin                             | Met                  |
| Armide                                 | Gluck                | 14 novembre 1910  | 18 mars 1912            | 7               | Fremstad                          | Caruso                             | Fremstad                          | Caruso                             | USA                  |
| La fanciulla del West                  | Puccini              | 10 décembre 1910  | 8 janvier 2011          | 104             | Destinn                           | Caruso                             | Voigt                             | Giordani                           | Mondiale             |
| Königskinder                           | Humperdinck          | 28 décembre 1910  | 18 avril 1914           | 39              | Farrar                            | Jadlowker                          | Farrar                            | Jörn                               | Mondiale             |
| Ariane et Barbe-Bleue                  | Dukas                | 29 mars 1911      | 2 mars 1912             | 7               | Farrar                            | Rothier                            | Farrar                            | Rothier                            | USA                  |
| Lobetanz                               | Thuille              | 18 novembre 1911  | 9 février 1912          | 7               | Gadski                            | Jadlowker                          | Gadski                            | Jadlowker                          | USA                  |
| Le donne curiose                       | Wolf-Ferrari         | 3 janvier 1912    | 20 mars 1913            | 8               | Farrar                            | Jadlowker                          | Farrar                            | Macnez                             | USA                  |
| Versiegelt                             | Blech                | 20 janvier 1912   | 12 avril 1912           | 5               | Gadski                            | Weil                               | Gadski                            | Weil                               | USA                  |
| Mona                                   | Parker               | 14 mars 1912      | 1er avril 1912          | 4               | Homer                             | Martin                             | Homer                             | Martin                             | Mondiale             |
| L'Orfeo                                | Monteverdi           | 14 avril 1912     | 14 avril 1912           | 1               | Fornia                            | Weil                               | Fornia                            | Weil                               | USA                  |
| Il Segreto di Susanna                  | Wolf-Ferrari         | 13 décembre 1912  | 27 avril 1912           | 14              | Farrar                            | Scotti                             | Bori                              | Scotti                             | Met                  |
| Les Contes d'Hoffmann                  | Offenbach            | 11 janvier 1913   | 19 octobre 2010         | 247             | Macnez                            | Bori                               | Gerzmava                          | Filianoti                          | Met                  |
| Cyrano                                 | DiChiera             | 27 février 1913   | 23 avril 1913           | 6               | Alda                              | Amato                              | Alda                              | Amato                              | Mondiale             |
| Boris Godounov                         | Moussorgski          | 19 mars 1913      | 17 mars 2011            | 273             | Homer                             | Didur                              | Semenchuk                         | TBA                                | USA                  |
| Der Rosenkavalier                      | Strauss, R.          | 9 décembre 1913   | 15 janvier 2010         | 377             | Hempel                            | Obel                               | Fleming                           | Graham                             | USA                  |
| L'Amore dei Tre Re                     | Montemezzi           | 2 janvier 1914    | 15 janvier 1949         | 66              | Bori                              | Ferrari-Fontana                    | Kirsten                           | Kullman                            | USA                  |
| Madeleine                              | Herbert              | 24 janvier 1914   | 25 mars 1914            | 6               | Alda                              | Althouse                           | Bori                              | Cristalli                          | Mondiale             |
| Julien                                 | Charpentier          | 26 février 1914   | 8 avril 1914            | 5               | Farrar                            | Caruso                             | Cox                               | Caruso                             | USA                  |
| L'Amore Medico                         | Wolf-Ferrari         | 25 mars 1914      | 17 avril 1914           | 4               | Bori                              | Cristalli                          | Bori                              | Cristalli                          | USA                  |
| Madame Sans-Gêne                       | Giordano             | 25 janvier 1915   | 8 avril 1918            | 19              | Farrar                            | Martinelli                         | Farrar                            | Martinelli                         | Mondiale             |
| L'Oracolo                              | Leoni                | 4 février 1915    | 20 janvier 1933         | 55              | Bori                              | Botta                              | Mario                             | Tokatyan                           | USA                  |
| Le Prince Igor                         | Borodine             | 30 décembre 1915  | 15 décembre 1917        | 10              | Alda                              | Amato                              | Alda                              | Amato                              | USA                  |
| Goyescas                               | Granados             | 28 janvier 1916   | 6 mars 1916             | 5               | Fitziu                            | Martinelli                         | Zarska                            | Botta                              | Mondiale             |
| The Taming of the Shrew                | Goetz                | 15 mars 1916      | 13 avril 1916           | 3               | Ober                              | Whitehill                          | Ober                              | Whitehill                          | Met                  |
| Iphigénie en Tauride                   | Gluck                | 25 novembre 1916  | 5 mars 2011             | 19              | Kurt                              | Weil                               | Graham                            | Domingo                            | USA                  |
| Francesca da Rimini                    | Rachmaninov          | 22 décembre 1916  | 20 mars 1986            | 37              | Alda                              | Martinelli                         | Lorange                           | Mauro                              | USA                  |
| Thaïs                                  | Massenet             | 16 février 1917   | 8 janvier 2009          | 73              | Farrar                            | Amato                              | Fleming                           | Hampson                            | Met                  |
| The Canterbury Pilgrims                | Stanford             | 8 mars 1917       | 21 avril 1917           | 7               | Mason                             | Sembach                            | Mason                             | Sembach                            | Mondiale             |
| Santus Francisus                       | Ariani               | 15 avril 1917     | 15 avril 1917           | 1               | Alda                              | Botta                              | Alda                              | Botta                              | Met                  |
| Mârouf, savetier du Caire              | Rabaud               | 19 décembre 1917  | 27 mai 1937             | 15              | Alda                              | De Luca                            | McCord                            | Chamlee                            | USA                  |
| Sainte Elisabeth                       | Liszt                | 3 janvier 1918    | 13 mars 1918            | 6               | Easton                            | Whitehill                          | Easton                            | Chalmers                           | USA                  |
| Lodoletta                              | Mascagni             | 12 janvier 1918   | 15 février 1919         | 9               | Farrar                            | Caruso                             | Easton                            | Caruso                             | USA                  |
| Le Coq d'Or                            | Rimski-Korsakov      | 6 mars 1918       | 3 mai 1945              | 68              | Sundelius                         | Didur                              | Votipka                           | Munsel                             | USA                  |
| The Robin Woman: Shanewis              | Cadman               | 23 mars 1918      | 4 avril 1919            | 8               | Braslau                           | Althouse                           | Braslau                           | Althouse                           | Mondiale             |
| La forza del destino                   | Verdi                | 15 novembre 1918  | 23 mars 2006            | 230             | Ponselle                          | Caruso                             | Voigt                             | Licitra                            | Met                  |
| Il tabarro                             | Puccini              | 14 décembre 1918  | 12 décembre 2009        | 80              | Muzio                             | Crimi                              | Racette                           | Licitra                            | Mondiale             |
| Suor Angelica                          | Puccini              | 14 décembre 1918  | 12 décembre 2009        | 74              | Farrar                            | Aucun rôle                         | Racette                           | Aucun rôle                         | Mondiale             |
| Gianni Schicchi                        | Puccini              | 14 décembre 1918  | 12 décembre 2009        | 138             | De Luca                           | Easton                             | Corbelli                          | Racette                            | Mondiale             |
| Oberon                                 | Weber                | 28 décembre 1918  | 6 janvier 1921          | 13              | Ponselle                          | Althouse                           | Ponselle                          | Díaz                               | Met                  |
| Crispino e la comare                   | L. Ricci et F. Ricci | 18 janvier 1919   | 10 février 1919         | 4               | Braslau                           | Scotti                             | Braslau                           | Scotti                             | Met                  |
| La Reine Fiammette                     | Leroux               | 24 janvier 1919   | 18 mars 1919            | 5               | Farrar                            | Lazaro                             | Farrar                            | Lazaro                             | USA                  |
| Mireille                               | Gounod               | 28 février 1919   | 16 avril 1919           | 4               | Barrientos                        | Hackett                            | Barrientos                        | Hackett                            | Met                  |
| L'Italiana in Algeri                   | Rossini              | 5 décembre 1919   | 17 mars 2004            | 71              | Besanzoni                         | Hackett                            | Borodina                          | Flórez                             | Met                  |
| The Blue Bird                          | Wolff                | 27 décembre 1919  | 2 avril 1921            | 12              | Delaunois                         | Couzinou                           | Delanois                          | Chalmers                           | Mondiale             |
| Zazà                                   | Leoncavallo          | 16 janvier 1920   | 22 avril 1922           | 23              | Farrar                            | Crimi                              | Farrar                            | Martinelli                         | Met                  |
| Eugene Onegin                          | Tchaïkovski          | 24 mars 1920      | 21 février 2009         | 135             | Muzio                             | De Luca                            | Mattila                           | Hampson                            | USA                  |
| Don Carlo                              | Verdi                | 23 décembre 1920  | 18 décembre 2010        | 198             | Ponselle                          | Martinelli                         | Poplavskaya                       | Lee                                | Met                  |
| Louise                                 | Charpentier          | 15 janvier 1921   | 5 février 1949          | 52              | Farrar                            | Harrold                            | Kirsten                           | Kullman                            | Met                  |
| Andrea Chénier                         | Giordano             | 1er mars 1921     | 18 avril 2007           | 179             | Peralta                           | Gigli                              | Urmana                            | Heppner                            | Met                  |
| The Polish Jew                         | Weis                 | 9 mars 1921       | 25 mars 1921            | 3               | Delaunois                         | Gustafson                          | Delaunois                         | Martino                            | USA                  |
| Die tote Stadt                         | Korngold             | 19 novembre 1921  | 26 février 1923         | 12              | Jeritza                           | Harrold                            | Jeritza                           | Harrold                            | USA                  |
| Le Roi d'Ys                            | Lalo                 | 15 janvier 1922   | 6 mars 1922             | 6               | Ponselle                          | Rothier                            | Gordon                            | Rothier                            | Met                  |
| Sniegourotchka                         | Rimsky-Korsakov      | 23 janvier 1922   | 16 avril 1923           | 11              | Bori                              | Rothier                            | Bori                              | Gustafson                          | USA                  |
| Loreley                                | Catalani             | 4 mars 1922       | 8 janvier 1923          | 10              | Muzio                             | Gigli                              | Alda                              | Gigli                              | Met                  |
| Così fan tutte                         | Mozart               | 24 mars 1922      | 2 décembre 2010         | 178             | Easton                            | Meader                             | TBA                               | Breslik                            | USA                  |
| Anima Allegra                          | Vittadini            | 14 février 1923   | 28 mars 1924            | 10              | Bori                              | Lauri-Volpi                        | Bori                              | Lauri-Volpi                        | USA                  |
| Mona Lisa                              | Schillings           | 1er mars 1923     | 18 février 1924         | 7               | Kemp                              | Bohnen                             | Kemp                              | Bohnen                             | USA                  |
| La Habanera                            | Laparra              | 2 janvier 1924    | 4 mars 1924             | 4               | Easton                            | Tokatyan                           | Delaunois                         | Tokatyan                           | Met                  |
| I Compagnacci                          | Riccitelli           | 2 janvier 1924    | 16 février 1924         | 3               | Rethberg                          | Gigli                              | Peralta                           | Gigli                              | USA                  |
| Le Roi de Lahore                       | Massenet             | 29 février 1924   | 19 avril 1924           | 6               | Reinhardt                         | Lauri-Volpi                        | Reinhardt                         | Lauri-Volpi                        | Met                  |
| Jenůfa                                 | Janáček              | 6 décembre 1924   | 17 février 2007         | 45              | Jeritza                           | Öhman                              | Mattila                           | Silvasti                           | USA                  |
| Giovanni Gallurese                     | Montemezzi           | 19 février 1925   | 24 mars 1928            | 5               | Müller                            | Lauri-Volpi                        | Müller                            | Lauri-Volpi                        | USA                  |
| Pelléas et Mélisande                   | Debussy              | 21 mars 1925      | 1er janvier 2011        | 114             | Bori                              | Johnson                            | Kožená                            | Degout                             | Met                  |
| L'Heure espagnole                      | Ravel                | 7 novembre 1925   | 8 janvier 1926          | 7               | Bori                              | Badà                               | Bori                              | Badà                               | Met                  |
| La Vestale                             | Spontini             | 12 novembre 1925  | 4 janvier 1927          | 9               | Ponselle                          | Johnson                            | Ponselle                          | Lauri-Volpi                        | Met                  |
| I Gioielli della Madonna               | Wolf-Ferrari         | 12 décembre 1925  | 12 février 1927         | 13              | Jeritza                           | Martinelli                         | Easton                            | Martinelli                         | Met                  |
| La Cena delle Beffe                    | Giordani             | 2 janvier 1926    | 11 janvier 1927         | 12              | Alda                              | Gigli                              | Alda                              | Gigli                              | USA                  |
| Le Rossignol                           | Stravinsky           | 6 mars 1926       | 21 février 2004         | 31              | Talley                            | Errolle                            | Trifonova                         | McKerrow                           | USA                  |
| La Vida Breve                          | Falla                | 6 mars 1926       | 5 avril 1926            | 5               | Bori                              | Tokatyan                           | Bori                              | Tokatyan                           | USA                  |
| Don Quichotte                          | Massenet             | 3 avril 1926      | 21 décembre 1926        | 9               | Easton                            | Chaliapin                          | Telva                             | Chaliapin                          | Met                  |
| Turandot                               | Puccini              | 16 novembre 1926  | 28 janvier 2010         | 286             | Jeritza                           | Lauri-Volpi                        | Lindstrom                         | Porretta                           | USA                  |
| The King's Henchman                    | Taylor               | 17 février 1927   | 28 mars 1929            | 17              | Easton                            | Johnston                           | Easton                            | Johnson                            | Mondiale             |
| Violanta                               | Korngold             | 5 novembre 1927   | 22 décembre 1927        | 5               | Jeritza                           | Kirchhoff                          | Jeritza                           | Kirchhoff                          | USA                  |
| Madonna Imperia                        | Rossato              | 8 février 1928    | 7 avril 1928            | 6               | Müller                            | Jagel                              | Müller                            | Jagel                              | Met                  |
| La Rondine                             | Puccini              | 10 mars 1928      | 26 février 2009         | 28              | Bori                              | Gigli                              | Gheorghiu                         | Filianoti                          | USA                  |
| Die Ägyptische Helena                  | Strauss, R.          | 6 novembre 1928   | 7 avril 2007            | 14              | Jeritza                           | Laubenthal                         | Voigt                             | Kerl                               | USA                  |
| La campana sommersa                    | Respighi             | 24 novembre 1928  | 20 décembre 1929        | 8               | Rethberg                          | Martinelli                         | Rethberg                          | Martinelli                         | USA                  |
| Jonny Spielt Auf                       | Krenek               | 19 janvier 1929   | 4 avril 1929            | 7               | Easton                            | Bohnen                             | Easton                            | Tibbett                            | USA                  |
| Fra Gherardo                           | Pizzetti             | 21 mars 1929      | 12 avril 1929           | 5               | Müller                            | Johnson                            | Müller                            | Johnson                            | USA                  |
| Luisa Miller                           | Verdi                | 21 décembre 1929  | 1er avril 2006          | 86              | Ponselle                          | Lauri-Volpi                        | Villarroel                        | Villa                              | Met                  |
| Sadko                                  | Rimsky-Korsakov      | 25 janvier 1930   | 16 avril 1932           | 20              | Fleischer                         | Johnson                            | Fleischer                         | Jagel                              | USA                  |
| La Foire de Sorotchinsky               | Moussorgski          | 29 novembre 1930  | 16 avril 1932           | 5               | Müller                            | Jagel                              | Didur                             | Tedesco                            | USA                  |
| Le Preziose Ridicole                   | Lattuada             | 10 décembre 1930  | 15 janvier 1931         | 4               | Bori                              | Tokatyan                           | Bori                              | Tokatyan                           | USA                  |
| Boccaccio                              | Suppé                | 2 janvier 1931    | 6 avril 1931            | 10              | Jeritza                           | Kirchhoff                          | Jeritza                           | Laubenthal                         | Met                  |
| Peter Ibbetson                         | Taylor               | 7 février 1931    | 4 avril 1935            | 22              | Bori                              | Johnson                            | Mario                             | Johnson                            | Mondiale             |
| Schwanda, the Bagpiper                 | Weinberger           | 7 novembre 1931   | 30 décembre 1931        | 7               | Müller                            | Schorr                             | Müller                            | Schorr                             | USA                  |
| La Notte di Zoraima                    | Ghisalberti          | 2 décembre 1931   | 12 janvier 1932         | 5               | Ponselle                          | Jagel                              | Ponselle                          | Jagel                              | USA                  |
| Donna Juanita                          | Suppe                | 2 janvier 1932    | 10 février 1932         | 8               | Jeritza                           | Laubenthal                         | Jeritza                           | Laubenthal                         | Met                  |
| Simon Boccanegra                       | Verdi                | 28 janvier 1932   | 5 février 2011          | 139             | Müller                            | Tibbett                            | Frittoli                          | Hvorostovsky                       | USA                  |
| Elektra                                | Strauss, R.          | 3 décembre 1932   | 29 décembre 2009        | 101             | Kappel                            | Schorr                             | Bullock                           | Nikitin                            | Met                  |
| Il Signor Bruschino                    | Rossini              | 9 décembre 1932   | 24 janvier 1933         | 5               | Fleischer                         | Tokatyan                           | Fleischer                         | Tedesco                            | USA                  |
| The Emperor Jones                      | Gruenberg            | 7 janvier 1933    | 5 avril 1934            | 15              | Besuner                           | Tibbett                            | Besuner                           | Tibbett                            | Mondiale             |
| Merry Mount                            | Hanson               | 10 février 1934   | 12 avril 1934           | 9               | Ljungberg                         | Johnson                            | Corona                            | Johnson                            | Mondiale (sur scène) |
| Linda di Chamounix                     | Donizetti            | 1er mars 1934     | 25 mars 1935            | 8               | Pons                              | Crooks                             | Pons                              | Maritni                            | Met                  |
| In the Pasha's Garden                  | Seymour              | 24 janvier 1935   | 13 février 1935         | 3               | Jepson                            | Jagel                              | Jepson                            | Jagel                              | Mondiale             |
| La serva padrona                       | Pergolèse            | 23 février 1935   | 14 janvier 1943         | 6               | Fleischer                         | D'Angelo                           | Sayao                             | Baccaloni                          | Met                  |
| Caponsacchi                            | Hageman              | 4 février 1937    | 10 février 1937         | 2               | Jepson                            | Chamlee                            | Jepson                            | Chamlee                            | USA                  |
| Il matrimonio segreto                  | Cimarosa             | 25 février 1937   | 5 mars 1937             | 2               | Dickson                           | Rasely                             | Dickson                           | Rasely                             | Met                  |
| The Man Without a Country              | Damrosch             | 5 décembre 1937   | 17 février 1938         | 5               | Traubel                           | Carron                             | Traubel                           | Carron                             | Mondiale             |
| Amelia al Ballo                        | Menotti              | 3 mars 1938       | 30 janvier 1939         | 7               | Dickson                           | Chamlee                            | Dickson                           | Chamlee                            | Met                  |
| Alceste                                | Gluck                | 24 janvier 1941   | 11 février 1961         | 18              | Lawrence                          | Maison                             | Farrell                           | Gedda                              | Met                  |
| The Island God                         | Menotti              | 20 février 1942   | 12 mars 1942            | 4               | Varnay                            | Warren                             | Varnay                            | Warren                             | Mondiale             |
| Die Entführung aus dem Serail          | Mozart               | 29 novembre 1946  | 7 mai 2008              | 68              | Steber                            | Kullman                            | Damrau                            | Polenzani                          | Met                  |
| The Warrior                            | Corwin               | 11 janvier 1947   | 31 janvier 1947         | 2               | Resnik                            | Harrell                            | Resnik                            | Harrell                            | Mondiale             |
| Peter Grimes                           | Britten              | 12 février 1948   | 24 mars 2008            | 71              | Resnik                            | Jagel                              | Racette                           | Griffey                            | Met                  |
| La Khovanchtchina                      | Moussorgski          | 16 février 1950   | 20 mars 1999            | 32              | Stevens                           | Tibbett                            | Diadkova                          | Ognovenko                          | Met                  |
| The Rake's Progress                    | Stravinsky           | 14 février 1953   | 3 mai 2003              | 2               | Güden                             | Conley                             | Upshaw                            | Groves                             | USA                  |
| Vittorio                               | Verdi                | 15 décembre 1954  | 21 janvier 1955         | 6               | Slavenska                         | Solov                              | Slavenska                         | Solov                              | Met                  |
| Arabella                               | Strauss, R.          | 10 février 1955   | 15 décembre 2001        | 52              | Steber                            | London                             | Fleming                           | Ketelsen                           | USA                  |
| La Périchole                           | Offenbach            | 21 décembre 1956  | 27 mai 1971             | 54              | Munsel                            | Uppman                             | Stratas                           | Uppman                             | Met                  |
| Vanessa                                | Barber               | 15 janvier 1958   | 13 avril 1965           | 18              | Steber                            | Gedda                              | Costa                             | Alexander                          | Mondiale             |
| Macbeth                                | Verdi                | 5 février 1959    | 17 mai 2008             | 91              | Rysanek                           | Warren                             | Papian                            | Alvarez                            | Met                  |
| Wozzeck                                | Berg                 | 5 mars 1959       | 16 avril 2011           | 64              | Steber                            | Uhde                               | Meier                             | Goerne                             | Met                  |
| Nabucco                                | Verdi                | 24 octobre 1960   | 8 mars 2005             | 45              | Rysanek                           | MacNeil                            | Guleghina                         | Putilin                            | Met                  |
| Ariadne auf Naxos                      | Strauss, R.          | 29 décembre 1962  | 13 mai 2011             | 91              | Rysanek                           | Thomas                             | Urmana                            | Smith                              | Met                  |
| The Last Savage                        | Menotti              | 23 janvier 1964   | 24 mai 1965             | 16              | Peters                            | London                             | Peters                            | Cassel                             | USA                  |
| Cecilia Valdes                         | Roig                 | 17 juillet 1965   | 17 juillet 1965         | 1               | Pérez                             | Fernández                          | Pérez                             | Fernéandez                         | Met                  |
| The Telephone                          | Menotti              | 31 juillet 1965   | 31 juillet 1965         | 1               | Scovotti                          | Uppman                             | Scovotti                          | Uppman                             | Met                  |
| Antony and Cleopatra                   | Barber               | 16 septembre 1966 | 1er décembre 1966       | 8               | Price                             | Díaz                               | Price                             | Díaz                               | Mondiale             |
| Die Frau ohne Schatten                 | Strauss, R.          | 2 octobre 1966    | 13 décembre 2003        | 59              | Rysanek                           | King                               | Voigt                             | Winslade                           | Met                  |
| Mourning Becomes Electra               | Levy                 | 17 mars 1967      | 28 décembre 1967        | 11              | Lear                              | Reardon                            | Lear                              | Reardon                            | Mondiale             |
| The Happy Prince                       | Williamson           | 21 août 1967      | 21 août 1967            | 1               | Williams                          | Robinson                           | Williams                          | Robinson                           | USA                  |
| I Vespri Siciliani                     | Verdi                | 23 août 1967      | 11 décembre 2004        | 45              | Zeani                             | Fernandi                           | Radvanovsky                       | Casanova                           | Met                  |
| Syllabaire pour Phèdre                 | Ohana                | 17 février 1973   | 9 mars 1973             | 13              | Williams                          | Forêt                              | Williams                          | Forêt                              | USA                  |
| Dido and Aeneas                        | Purcell              | 17 février 1973   | 9 mars 1973             | 13              | Lear                              | Stewart                            | Williams                          | Carlson                            | Met                  |
| Four Saints in Three Acts              | Thomson              | 20 février 1973   | 10 mars 1973            | 12              | Hendricks                         | Britton                            | Hendricks                         | Britton                            | Met                  |
| Les Troyens                            | Berlioz              | 22 octobre 1973   | 27 mars 2003            | 37              | Verrett                           | Quilico                            | Patchell                          | Zeller                             | Met                  |
| Bluebeard's Castle                     | Bartók               | 10 juin 1974      | 21 mai 2000             | 24              | Verrett                           | Ward                               | von Otter                         | Ramey                              | Met                  |
| Death in Venice                        | Britten              | 18 octobre 1974   | 26 février 1994         | 15              | Fisera                            | Pears                              | von Aroldingen                    | Johnson                            | USA                  |
| The Siege of Corinth                   | Rossini              | 7 avril 1975      | 24 janvier 1976         | 19              | Sills                             | Díaz                               | Sills                             | Díaz                               | USA                  |
| Esclarmonde                            | Massenet             | 19 novembre 1976  | 20 décembre 1976        | 10              | Sutherland                        | Aragall                            | Sutherland                        | Alexander                          | Met                  |
| Dialogues des Carmélites               | Poulenc              | 5 février 1977    | 4 janvier 2003          | 54              | Ewing                             | Dooley                             | Racette                           | Courtney                           | Met                  |
| Lulu                                   | Berg                 | 18 mars 1977      | 15 mai 2000             | 36              | Farley                            | Gramm                              | Schäfer                           | Courtney                           | Met                  |
| Billy Budd                             | Britten              | 19 septembre 1978 | 14 mars 1997            | 44              | Aucun rôle                        | Stilwell                           | Aucun rôle                        | Croft                              | Met                  |
| Rise and Fall of the City of Mahagonny | Weill                | 16 novembre 1979  | 9 décembre 1995         | 39              | Stratas                           | Cassilly                           | Stratas                           | Lakes                              | Met                  |
| Les Mamelles de Tirésias               | Poulenc              | 20 février 1981   | 28 mars 2002            | 31              | Malfitano                         | Holloway                           | Pulley                            | Patriarco                          | Met                  |
| L'Enfant et les Sortilèges             | Ravel                | 20 février 1981   | 28 mars 2002            | 31              | Harris                            | Robbins                            | de Niese                          | Dembo                              | Met                  |
| Oedipus Rex                            | Stravinsky           | 3 décembre 1981   | 21 février 2004         | 23              | Troyanos                          | Cassilly                           | Blythe                            | Forbis                             | Met                  |
| Idomeneo, re di Creta                  | Mozart               | 14 octobre 1982   | 9 décembre 2006         | 67              | Pavarotti                         | Cotrubas                           | van Rensburg                      | Röschmann                          | Met                  |
| Rinaldo                                | Haendel              | 19 janvier 1984   | 27 juin 1984            | 21              | Horne                             | Raffanti                           | Podles                            | Alexander                          | Met                  |
| La clemenza di Tito                    | Mozart               | 18 octobre 1984   | 15 mai 2008             | 39              | Scotto                            | Riegel                             | Iveri                             | Vargas                             | Met                  |
| Porgy and Bess                         | Gershwin             | 6 février 1985    | 6 décembre 1990         | 54              | Bumbry                            | Estes                              | Baskerville                       | Cook                               | Met                  |
| Samson                                 | Haendel              | 3 février 1986    | 6 mars 1986             | 8               | Mitchell                          | Vickers                            | Shade                             | Vickers                            | Met                  |
| Giulio Cesare                          | Haendel              | 27 septembre 1988 | 27 avril 2007           | 23              | Battle                            | Troyanos                           | Zazzo                             | de Niese                           | Met                  |
| Erwartung                              | Schönberg            | 16 janvier 1989   | 21 février 1989         | 10              | Norman                            | Aucun rôle                         | Polaski                           | Aucun rôle                         | Met                  |
| Kát'a Kabanová                         | Janáček              | 25 février 1991   | 1er janvier 2005        | 19              | Benacková                         | Ochman                             | Mattila                           | Silvasti                           | Met                  |
| The Ghosts of Versailles (en)          | Corigliano           | 19 décembre 1991  | 21 avril 1995           | 13              | Stratas                           | Quilico                            | Stratas                           | Quilico                            | Mondiale             |
| The Voyage                             | Glass                | 12 octobre 1992   | 11 avril 1996           | 12              | Troyanos                          | Noble                              | Livengood                         | Noble                              | Met                  |
| Stiffelio                              | Verdi                | 21 octobre 1993   | 3 janvier 2010          | 17              | Sweet                             | Domingo                            | Di Giacomo                        | Cura                               | Met                  |
| Rusalka                                | Dvořák               | 11 novembre 1993  | 21 mars 2009            | 20              | Benacková                         | Rosenshein                         | Fleming                           | Antonenko                          | Met                  |
| I Lombardi alla prima crociata         | Verdi                | 2 décembre 1993   | 13 février 1994         | 11              | Millo                             | Pavarotti                          | Flanigan                          | Pavarotti                          | Met                  |
| Lady Macbeth du district de Mtsensk    | Chostakovitch        | 10 novembre 1994  | 30 mars 2000            | 15              | Ewing                             | Galouzine                          | Malfitano                         | Galouzine                          | Met                  |
| L'Affaire Makropoulos                  | Janáček              | 11 janvier 1996   | 28 avril 2001           | 13              | Norman                            | Clark                              | Malfitano                         | Brubaker                           | Met                  |
| La Cenerentola                         | Rossini              | 16 octobre 1997   | 9 mai 2009              | 32              | Bartoli                           | Vargas                             | Garanca                           | Brownlee                           | Met                  |
| Capriccio                              | Strauss, R.          | 9 janvier 1998    | 23 avril 2011           | 13              | Te Kanawa                         | Kuebler                            | Fleming                           | Kaiser                             | Met                  |
| A Midsummer Night's Dream              | Britten              | 25 novembre 1996  | 10 mai 2002             | 13              | McNair                            | Kowalski                           | Deshorties                        | Mehta                              | Met                  |
| Moses und Aron                         | Schönberg            | 8 février 1999    | 23 décembre 2003        | 12              | Welch-Babidge                     | Tomlinson                          | Durkin                            | Tomlinson                          | Met                  |
| Susannah                               | Floyd                | 31 mars 1999      | 22 avril 1999           | 7               | Fleming                           | Hadley                             | Fleming                           | Griffey                            | Met                  |
| The Great Gatsby (en)                  | Harbison             | 20 décembre 1999  | 11 mai 2002             | 12              | Upshaw                            | Hadley                             | Upshaw                            | Hadley                             | Mondiale             |
| La Veuve joyeuse                       | Lehár                | 17 février 2000   | 17 janvier 2004         | 26              | von Stade                         | Domingo                            | Graham                            | Skovhus                            | Met                  |
| Doktor Faust                           | Busoni               | 8 janvier 2001    | 29 janvier 2001         | 6               | Dalayman                          | Hampson                            | Dalayman                          | Hamspon                            | Met                  |
| Le Joueur                              | Prokofiev            | 19 mars 2001      | 12 avril 2008           | 11              | Guryakova                         | Galouzine                          | Guryakova                         | Galouzine                          | Met                  |
| Gurre-Lieder                           | Schönberg            | 6 mai 2001        | 7 juin 2001             | 2               | Voigt                             | Heppner                            | Gruber                            | Heppner                            | Met                  |
| Guerre et Paix                         | Prokofiev            | 14 février 2002   | 3 janvier 2008          | 18              | Netrebko                          | Hvorostovsky                       | Mataeva                           | Ladyuk                             | Met                  |
| Sly (en)                               | Wolf-Ferrari         | 1er avril 2002    | 4 mai 2002              | 9               | Guleghina                         | Domingo                            | Lawrence                          | Domingo                            | Met                  |
| Die Schöpfung                          | Haydn                | 5 mai 2002        | 5 mai 2002              | 1               | Hong                              | Bostridge                          | Hong                              | Bostridge                          | Met                  |
| Il pirata                              | Bellini              | 21 octobre 2002   | 8 février 2003          | 9               | Fleming                           | Giordani                           | Fleming                           | Giordani                           | Met                  |
| A View from the Bridge                 | Bolcom               | 5 décembre 2002   | 28 décembre 2002        | 7               | Malfitano                         | Turay                              | Malfitano                         | Turay                              | Met                  |
| Benvenuto Cellini                      | Berlioz              | 4 décembre 2003   | 1er janvier 2004        | 8               | Bayrakdarian                      | Del Carlo                          | Bayrakdarian                      | Del Carlo                          | Met                  |
| Rodelinda                              | Haendel              | 2 décembre 2004   | 19 mai 2006             | 14              | Fleming                           | van Rensburg                       | Fleming                           | van Rensburg                       | Met                  |
| Cyrano de Bergerac                     | Alfano               | 13 mai 2005       | 16 mars 2006            | 9               | Radvanovsky                       | Domingo                            | Radvanovsky                       | Domingo                            | USA                  |
| An American Tragedy (en)               | Picker               | 2 décembre 2005   | 28 décembre 2005        | 8               | Racette                           | Gunn                               | Racette                           | Gunn                               | Mondiale             |
| Mazeppa                                | Tchaïkovski          | 6 mars 2006       | 30 mars 2006            | 8               | Guryakova                         | Putilin                            | Guryakova                         | Putilin                            | Met                  |
| The First Emperor                      | Dun                  | 21 décembre 2006  | 17 mai 2008             | 12              | Futral                            | Domingo                            | Coburn                            | Domingo                            | Mondiale             |
| Satyagraha                             | Glass                | 11 avril 2008     | 1er mai 2008            | 7               | Durkin                            | Croft                              | Durkin                            | Oke                                | Met                  |
| Doctor Atomic                          | Adams                | 13 octobre 2008   | 13 novembre 2008        | 9               | Finley                            | Cooke                              | Finley                            | Cooke                              | Met                  |
| De la maison des morts                 | Janáček              | 12 novembre 2009  | 5 décembre 2009         | 7               | Aucun rôle                        | White                              | Aucun rôle                        | White                              | Met                  |
| Attila                                 | Verdi                | 23 février 2010   | 27 mars 2010            | 10              | Urmana                            | Abdrazakov                         | Urmana                            | Abdrazakov                         | Met                  |
| Le Nez                                 | Chostakovitch        | 5 mars 2010       | 25 mars 2010            | 6               | Aucun rôle                        | Szot                               | Aucun rôle                        | Szot                               | Met                  |
| Armida                                 | Rossini              | 12 avril 2010     | 5 mars 2011             | 15              | Fleming                           | Brownlee                           | Fleming                           | Brownlee                           | Met                  |
| Nixon in China                         | Adams                | 2 février 2011    | 19 février 2011         | 6               | Kelly                             | Maddalena                          | Kelly                             | Maddalena                          | Met                  |
| Le Comte Ory                           | Rossini              | 24 mars 2011      | 21 avril 2011           | 8               | Damrau                            | Flórez                             | Damrau                            | Flórez                             | Met                  |